# Pont de la Corne d'Or
Le pont de la Corne d'Or (en russe : мост Золотой Рог, most Zolotoï Rog) ou pont Zolotoï (en russe : Золотой мост, Zolotoï most) est un pont à haubans de la ville de Vladivostok, dans le kraï du Primorie, en Russie. Il franchit la baie Zolotoï Rog ou « Corne d'Or », et relie le centre-ville au quartier de Tchourkina.

## Histoire
L'idée de construire un pont sur la Corne d'Or a été proposée dès la fin du XIXe siècle. À différents moments, sa mise en œuvre a été entravée par la guerre russo-japonaise, la Première Guerre mondiale, la Révolution russe, la Seconde Guerre mondiale et l'effondrement de l'URSS.
En 1959, Nikita Sergueïevitch Khrouchtchev fait la déclaration d'intention suivante : faire de Vladivostok une ville meilleure que San Francisco. En 1969, le pont était inclus dans le plan directeur pour le développement de la ville, mais n'a pas été construit.
Le 30 décembre 2005, Sergueï Darkine, le gouverneur du Kraï du Primorié, signe un décret pour la construction d'un pont sur la baie de la Corne d'Or. La construction du pont débute dans le cadre d'un programme visant à préparer la ville au sommet de l'APEC de 2012. Le projet consiste à créer une liaison autoroutière entre l'aéroport et l'île Rousski où se tiendra le sommet APEC.
Il comporte les travaux suivants :
- Reconstruction de l’aéroport international de Knevitchi,
- Reconstruction de l'autoroute entre l'aéroport de Knevitchi et Vladivostok, au niveau du pont de la Corne d'Or,
- Construction de l'autoroute Novi-Village/Péninsule De Vries/Sedanka/Baie de Patroclus traversant la Baie de l'Amour avec embranchements vers le pont sur le Bosphore oriental et le pont de la Corne d'Or,
- un pont surbaissé sur la Baie de l'Amour reliant la péninsule De Vries et la péninsule Mouraviov-Amourski,
- un pont traversant la baie de la Corne d'Or,
- un pont sur le détroit du Bosphore oriental vers l'île Rousski.

La construction du pont de la Corne d'Or inclus le percement d'un tunnel de 250 m comportant 2 × 2 voies pour accéder au pont depuis la rue Gogol.
11 août 2012 à 11 heures se tient une cérémonie solennelle d'ouverture du pont de la baie de la Corne d'Or.
Le 3 septembre 2012, la commission de toponymie urbaine de Vladivostok décide de nommer le pont most Zolotoï Rog (en russe : мост Золотой Рог), en français « pont de la Corne d'Or » après une consultation de la population et un vote sur Internet. Toutefois, la population a déjà pris l'habitude de le désigner sous la forme simplifiée de Zolotoï most, c’est-à-dire « pont en or » ou « pont doré ».

## Informations techniques
Le pont à haubans a deux pylônes en forme d'éventail.
La longueur totale de l'ouvrage avec les viaducs d'accès fait 2 100 mètres. La longueur du tablier est de 1 388,09 m dont 737 m pour la travée principale entre les deux pylônes de 226,25 m de hauteur.
Le tablier supporte six voies de circulation.
La Hauteur libre sous ouvrages est de 64,25 m pour permettre aux gros navires de passer sous le pont.
Le pont est conçu pour résister à des rafales de vent allant jusqu'à 47 m/s.